# Métier (activité)
Ne doit pas être confondu avec profession.
Pour les articles homonymes, voir Métier.
Un métier désigne l'exercice par une personne d'une activité dans un domaine professionnel, en vue d'une rémunération.
Par extension, le métier désigne le degré de maîtrise acquis par une personne ou une organisation du fait de la pratique sur une durée suffisante de cette activité comme l'expérience et le savoir-faire acquis et l'amélioration des pratiques.

## Étymologie
Dérivé de l'ancien français « menestier » (IXe siècle), « mistier », puis  « mestier » (XIe siècle), hérité du latin populaire « misterium » et du latin classique « ministerium ». Signifie initialement le « besoin », puis le « service » ou la « fonction ». C'est un doublet populaire de ministère (au service de), issu du latin chrétien pour « service divin » Io Deo menestier.

## Définition
En français, le terme "métier" peut avoir plusieurs sens :
- Le plus ancien est celui de "fonction, service, occupation, rôle ou condition" : faire son métier d'homme était valorisant (être digne d'être homme), comme être homme de métier (être un professionnel compétent) alors que femme de métier était péjoratif (désignant une prostituée ou professionnelle pratiquant le plus vieux métier du monde).
- "Occupation manuelle ou mécanique socialement utile" ou "occupation intellectuelle exigeant du travail et de la technique" (le métier d'écrire) ;
- Travail socialement reconnu dont on tire des moyens d'existence. Ce sens tend à rejoindre la notion de profession ou d'occupation permanente, le métier de roi.
- L'habileté, le savoir-faire, la technique acquises par l'expérience d'un métier.

Selon les langues et les cultures, ces divers sens peuvent s'exprimer par des mots particuliers. Par exemple, le métier comme pratique sociale d'un savoir-faire, le plus souvent manuel, est craft en anglais et handwerk en allemand ; le métier comme fonction socio-économique est oficio en espagnol ; en anglais, le métier comme occupation régulière rémunérée est occupation, alors que trade désigne les métiers économiques, non seulement du commerce, mais aussi de l'industrie trade unions. 
De même l'anglais profession désigne des activités distinguées et socialement honorables (« cols blancs ») qui étaient à l'origine l'homme de Dieu (prêtre), l'homme de loi (avocat, magistrat...), et le médecin. En anglais, le professional est celui qui vit de l'argent (honoraires) grâce à sa profession, à la différence du businessman dont la profession est de vivre pour l'argent, de faire de l'argent.
En gestion des ressources humaines, la notion de métier peut être résumée comme l'ensemble des savoir-faire (ou capacités techniques) acquis, par l'apprentissage ou l'expérience, par l'individu.
Selon Guy Le Boterf (en 2000), le métier se définit traditionnellement par quatre grandes caractéristiques :
1. un corpus de savoirs et de savoir-faire essentiellement techniques ;
2. un ensemble de règles morales spécifiques à la communauté d'appartenance (exemple des comptables qui obéissent aux principes comptables) ;
3. une identité permettant de se définir socialement (« je suis secrétaire », « je suis ingénieur(e) »...) ;
4. une perspective d'approfondir ses savoirs et ses savoir-faire par l'expérience accumulée (apprentissage via la pratique et l'expérience ou learning by doing).

La notion de métier est souvent synonyme de la notion de profession ou d'activité professionnelle.

## Différence entre profession et métier
La différence n'est pas claire. La distinction classique entre métier et profession est l'attribution d'une dominante manuelle au premier et une dominante intellectuelle au second (avocat, médecin par exemple). Le terme "profession" a néanmoins pris un sens beaucoup plus large de nos jours et se confond fréquemment avec la notion de métier. Profession semble maintenant définir le métier que l'on exerce, que l'on professe à un moment donné. On peut donc avoir plusieurs métiers, c'est-à-dire plusieurs savoir et savoir-faire, mais n'en professer qu'un seul.
D'après le sociologue Olivier Couard, une profession est « un métier socialement organisé et reconnu ».

## Histoire
Les métiers sont une des bases de l'histoire des techniques. Selon les civilisations et les époques, des chaînes de métiers s'organisent pour répondre à des besoins sociaux de plus en plus complexes. Le thème du « à chacun son métier » apparaît dès l'Antiquité chez Aristophane, Horace et Cicéron. Ailleurs, des métiers peuvent être répartis de façon intangible (système de castes en Inde).
En Europe, à la fin de l'Antiquité, il existe des collectifs gallo-romans et des guildes germaniques. Vers la fin du XIe siècle, les personnes exerçant un même métier dans les villes alors en développement se sont organisées en communautés de métiers, appelées corporations à la fin de l'Ancien Régime. Les communautés de métier avaient un pouvoir de réglementation très strict en matière d'organisation du travail, de la production, et de la commercialisation, comme en témoigne le Livre des métiers rédigé en 1268 par Étienne Boileau, prévôt de Paris à la fin du règne de Saint Louis. 
Ces communautés de métiers s'organisent en hiérarchie stable au XVIe siècle : apprenti-compagnon-maître. Dans les régions où l'économie se développe, elles prennent une importance sociale et politique croissante. En France, elles jouent un grand rôle dans le recul de la féodalité et l'affirmation de la monarchie. 
Mais le développement pré-industriel des XVIIe et XVIIIe siècles multiplie les artisans et commerçants libres contre des corporations figées et hostiles à toute évolution, devenues des organes passifs du pouvoir politique. Les métiers deviennent un facteur indépendant du pouvoir politique avec la suppression des corporations par Turgot en février 1776, suivie rapidement par leur rétablissement en août de la même année, et à leur suppression définitive pendant la Révolution, par le décret d'Allarde des 2 et 17 mars 1791, puis confirmée par la loi Le Chapelier du 14 juin 1791. 
On parle aujourd'hui quelquefois de corps intermédiaires, mais il s'agit d'une notion assez différente, puisque les syndicats regroupent le plus souvent des métiers différents, tout en étant organisés par métiers et par secteurs géographiques. En outre, les syndicats ont essentiellement pour mission de défendre les intérêts des travailleurs, et non de faire respecter la réglementation relative à une profession, dans la mesure où elle existe. Dans ce sens, l'équivalent des communautés de métier du Moyen Âge et de l'époque moderne serait plutôt les ordres professionnels dans les professions réglementées (ordre des médecins, conseil national des barreaux, ordre des pharmaciens, etc.).

## Exercice d'un métier

### Formation initiale
- Les métiers demandent des durées de formation et d'apprentissage, ainsi que des niveaux de qualification variés ; ces facteurs, plus ou moins liés à la loi de l'offre et de la demande, déterminent, en partie, leur rémunération. En effet, l'exercice d'un métier est fréquemment précédé d'un apprentissage plus ou moins long (stages, statut d'apprenti, compagnonnage).
- L'exigence d'une période d'essai, au départ de tout contrat de travail, témoigne de ce que l'employé prouve « qu'il a une compétence minimale du métier » ou en tous cas « qu'il a la volonté et l'aptitude à l'acquérir » dans le cadre d'un processus d'apprentissage des spécificités de son futur poste.

### Haut niveau
- La pratique de certains métiers peut être fortement influencée du point de vue de la notoriété, de l'avancement ou de la rémunération. Mais aussi par des distinctions attachées à la reconnaissance d'un haut niveau dans la discipline concernée. Cette reconnaissance peut être le fruit d'un concours de haut niveau tel que :
  - Concours de l'agrégation pour les métiers de l'enseignement supérieur et secondaire,
  - Concours des grandes écoles qui assure une formation et un encadrement de haut niveau dans plusieurs spécialités.

### Liberté d'exercice
- Le libre accès aux métiers est en principe garanti à tous : En France par exemple, cette garantie est assurée par le principe constitutionnel de « libre exercice des métiers du commerce et de l'industrie »
- Cela dit l'accès à certains métiers ou professions peut être réglementé par la puissance publique lorsque l'intérêt général exige qu'il est préférable que le principe de libre exercice soit tempéré par une coercition minimale fixée par la législation comme :
  - Exigences de capacité : Les activités médicales par exemple ne peuvent être exercées que par des personnes titulaires des diplômes correspondants (médecins, infirmières...)
  - Exigences de prudence : Les activités notariales par exemple ne peuvent être exercées que par des personnes titulaires des diplômes concernés et détenteurs de la charge correspondante.

## Types de métiers

### Métiers du secteur «privé»
La plupart des personnes n'exercent qu'un seul métier à la fois, celui-ci pouvant être plus ou moins spécialisé. Cependant, en France, plus d'un million de personnes exercent plusieurs métiers en même temps.
Le fait de « connaître un métier » n'implique pas forcément une pratique à titre permanent. Nombre de personnes peuvent avoir un métier mais choisissent - quand elles le peuvent- d'exercer une autre activité.
L'exercice d'un métier peut-être épisodique soit par libre choix, soit du fait de l'état du marché du travail : la législation française du travail prévoit l'activité salariée à temps partiel (mi-temps, 1/2 ou 1/4 de temps...) et divers modes d'interruption en dehors des congés annuels (année sabbatique, congé formation...).
L'exercice d'un métier bénéficie d'un statut juridique et fiscal :
- statut de profession libérale : freelance, profession libérale, artiste ou artisan...
- statut d'entrepreneur : chef d'entreprise, commerçant, agriculteur...
- statut de salarié du secteur privé.

Du fait des promotions, des mutations libres ou contraintes, des changements technologiques, des tensions du marché du travail, davantage de personnes (via la mobilité géographique, sectorielle ou intra-professionnelle) exercent successivement plusieurs métiers tout au long de leur vie professionnelle. 

### Métiers du secteur «public»
Dans la fonction publique, le cumul d'activités est interdit ou réglementé. En France, l'exercice d'un métier confère à son titulaire un statut, assorti de protections et d'obligations. 
On distingue les métiers de la Fonction publique d'État, les métiers de la Fonction publique Territoriale, les métiers de la Fonction publique Hospitalière.

### Métiers saisonniers
On conviendra de qualifier de saisonniers, les métiers qui sont rythmés par des saisons. C'est le cas de l'hôtellerie balnéaire ou des sports d'hiver.

### Métiers manuels
Les métiers dits « manuels » font l'objet d'une controverse régulière du fait du constat récurrent que nombre de demandes d'emplois ne trouveraient pas preneur parmi les nationaux, ce qui impliquerait l'emploi d'une main d'œuvre étrangère ou temporaire, voire d'un travail dissimulé, et justifierait, à la limite, le recours à la délocalisation. Les analyses divergent sur les causes de cet état de fait :
- La pénibilité de ces métiers
- L'insuffisance de reconnaissance et de rétribution de ces métiers, le travail manuel nécessitant une force physique.

Des musées qui expliquent l'art et les connaissances des métiers (comme le Musée des métiers de la chaussure, le Musée des métiers de la pierre et de la vie rurale ou le Musée des arts et métiers) sont fondés. L'art des métiers est en danger de disparition. Le documentaire espagnol Artesanos démontre le danger par la perte des valeurs des métiers qui est simultané d’une forme de vie traditionnelle.

## Autres usages du terme
- L'expression « avoir du métier » caractérise le degré de compétence d'un professionnel ayant une réelle expérience de la pratique et des usages d'un métier donné. Cette expérience peut être reconnue même chez des personnes autodidactes, en particulier par le processus de validation des acquis de l'expérience (VAE).
- Dans l'industrie, les termes « métier », « savoir-faire » ou l'anglicisme « know-how » sont fréquemment utilisés pour désigner les pratiques et connaissances acquises qui améliorent la compétence d'une équipe ou d'une organisation. Ce « métier » n'est pas directement vendable à un client mais contribue à renforcer le contenu, la pertinence, la régularité ou la qualité des biens et services offerts. L'amélioration du « métier » résulte de la recherche et développement, des processus de formation, de la maitrise et du perfectionnement des outils et méthodes de travail, de l'expertise individuelle, de la communication et du partage.
- Le regain actuel en faveur du repérage et de l'amélioration des compétences explique la création au sein d'un nombre croissant d'organisation de fonctions telles que «responsable métier», ou de pratiques telles que « réunion métier »...
- L'expression faire du métier est également employée par des étudiants pour des activités plus orientées autour de la vie nocturne.